# Gus Hansen
Pour les articles homonymes, voir Hansen.
Gus « The Great Dane » Hansen (né Gustav Hansen le 13 février 1974 à Copenhague, Danemark) est un joueur de poker professionnel danois.

## Biographie
Avant de devenir un joueur de poker professionnel en 1997, Gus Hansen fut un joueur de backgammon de niveau mondial et un champion junior de tennis. Comme de nombreux jeunes Danois, Gus passa son adolescence à pratiquer de façon intensive des activités sportives, participant non sans succès à des compétitions dans de nombreux sports en salle ou en plein air. Il commença à jouer au poker une fois en Californie à Santa Cruz lors d'un séjour étudiant en 1993. Avant de connaître le poker, il tenta de vivre professionnellement du backgammon à New York notamment, mais il s'y trouva rapidement à l'étroit.
Au regard du poker, Gus Hansen est connu pour son activité en cash game High Stakes en ligne, dans lequel il a perdu beaucoup d'argent. Ses résultats en tournoi sont néanmoins loin d'être négligeables avec trois titres du World Poker Tour. Il lui arrive également de prendre des paris privés sur divers défis sportifs personnels autres que le poker, comme la course à pied. 
Depuis 2003, Gus habite à Monte-Carlo dans la principauté de Monaco.
En avril 2024, il rejoint le Team Winamax qu'il représente pour la première fois lors de l'EPT Monte Carlo 2024.

## Style de jeu
Hansen est un joueur de poker réputé pour son jeu agressif, assez imprévisible, capable de surenchérir et de bluffer avec n'importe quelles cartes en main. Il concentre son jeu sur l'exploitation des cotes implicites. Il est également expert en probabilité.

## Faits d'armes

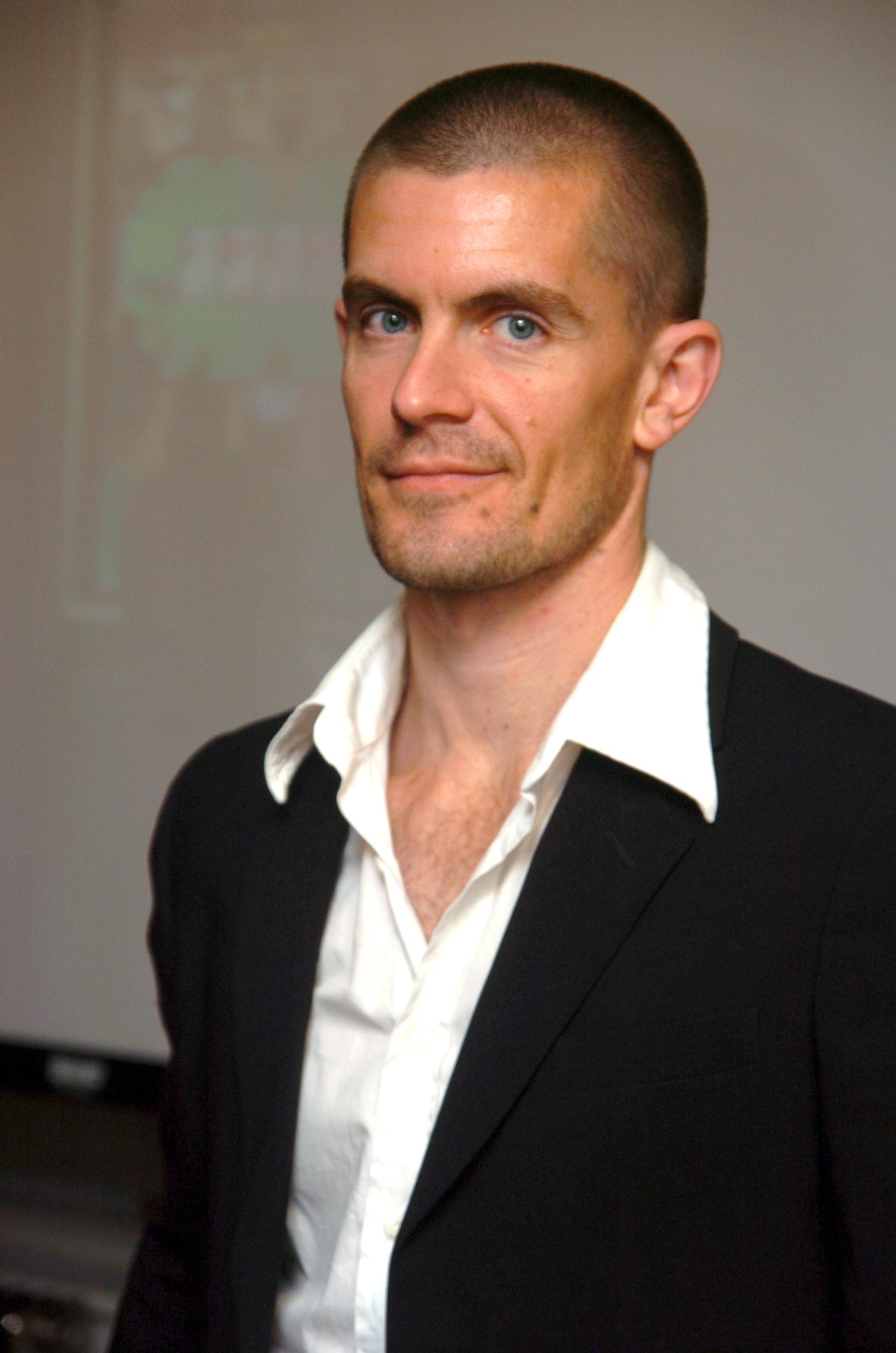
Gus Hansen, le 31 janvier 2008 à Londres.

En 2002, il remporte le Five Diamond World Poker Classic, à Las Vegas et 556 460 dollars. 
En 2003, il remporte le WPT L.A. Poker Classic à Los Angeles et 532 490 dollars. 
En 2004, il fut l'un des premiers à être intégré dans le World Poker Tour Walk of Fame (en) en 2004, avec les joueurs Doyle Brunson et James Garner.
Gus Hansen fut l'un des fondateurs de la salle de poker virtuelle pokerchamps.com, lancée en 2003. En 2005, la société et le logiciel ont été vendus à la société britannique Betfair (en) pour près de 13 millions d'euros. Commentant le British Poker Open en 2005, le joueur Gary « The Choirboy » Jones révéla qu'Hansen avait des problèmes d'argent, malgré ses gains en tournoi dépassant les 3 300 000 de dollars en 2006, parce qu'il avait perdu lors de parties de cash game et notamment lors du fameux Big Game (en), se tenant tous les ans au casino Bellagio à Las Vegas.
En 2005, Gus Hansen a empoché un million de dollars après avoir remporté la première édition du tournoi sur invitation Poker Superstars (en), un tournoi réservé à 8 joueurs. 
En 2006, il a participé à l'émission télévisé High Stakes Poker remportant un pot record dans l'histoire de l'émission (575 700 $) contre Daniel Negreanu. Sur un board 9♣ 6♦ 5♥ 5♠ 8♠, Gus avec 5♦ 5♣ fait carré contre Negreanu qui fait full avec 6♠ 6♣. Ce record a été battu plus tard dans un pot entre Patrik Antonius et Jamie Gold.
La même année, il apparait aussi dans l'émission Full Tilt Million Dollar Cash Game

En janvier 2007, Gus a remporté le 2007 Aussie Millions, tournoi qui s'est déroulé en Australie . Il a battu 746 joueurs et a empoché 1 192 919 USD. De ce tournoi naquit le livre "chaque main révélée". Écrit par Gus Hansen lui-même, ce livre, révèle la plupart des mains qu'il a jouées dans l'Aussie Million 2007, avec des commententaires pour expliquer ses choix. Comme il l'explique dans la préface du livre, Gus Hansen a pu retranscrire l'intégralité de ses mains et de ses choix grâce à un dictaphone avec lequel, durant la partie, il enregistrait toutes ses cartes et réflexions. 
En juin, lors de la 38e édition des WSOP 2007, il a obtenu son meilleur résultat sur le Main Event, finissant à la 61e place, en empochant, de surcroît, 154 194 $.
Le 26 juillet 2007, le danois a fait exploser son record personnel en remportant plus d'un million de dollars en seulement 24 heures aux tables Pot Limit Omaha (PLO). Selon le site highstakesdb.com, il s'agit à l'époque de la plus grosse somme d'argent gagnée par un joueur en un tel laps de temps, avec notamment un pot de 101 000 $ après une paire de valets transformée finalement en carré contre une couleur touchée par son adversaire Niki Jedlicka (en) alias Kaibuxxe sur le flop.
Le 27 septembre 2010, il remporte son premier bracelet WSOP aux World Series of Poker Europe à Londres lors du 10 000 £ Heads Up, et gagne 288 409 £.
En 2012, Pokerstars relance Full Tilt Poker, et Gus Hansen redevient ambassadeur de Full Tilt, aux côtés de Viktor Blom et Tom Dwan.
En 2014, après une année avec des pertes estimées à 5 millions de dollars en Cash Game en ligne, Gus Hansen prend ses distances avec le poker.
Il est de retour aux tables en 2017.
En 2024, il rejoint la Team Winamax.

## Gains et pertes
Pour les tournois en live, Gus Hansen a accumulé en tout plus de 10 200 000 $.
Pour le cash game en ligne sur Full Tilt Poker, Gus Hansen a perdu plus de 20 730 000$.